# 保罗·麦克道尔
保罗·麦克道尔（英語：Paul McDowell，1905年1月17日—1962年8月14日），美国男子赛艇运动员。他曾代表美国参加1928年夏季奥林匹克运动会赛艇比赛，获得男子双人单桨无舵手铜牌。